# 2010년 동계 올림픽 멕시코 선수단
멕시코는 2010년 2월 12일부터 28일까지 캐나다 밴쿠버에서 열린 제21회 동계 올림픽에 선수단을 파견했다.

## 알파인 스키
| 선수                   | 세부 종목   | 1차 시기 | 1차 시기 | 2차 시기 | 2차 시기 | 합계    | 합계      |
| 선수                   | 세부 종목   | 기록     | 순위     | 기록     | 순위     | 기록    | 최종 순위 |
| 후베르투스 폰 호헨로헤 | 남자 회전   | 1:05.69  |          | 1:02.09  |          | 2:07.78 | 46        |
| 후베르투스 폰 호헨로헤 | 남자 대회전 | 1:34.50  |          | 1:36.97  |          | 3:11.47 | 78        |